# 홍승일
홍승일(1974년 7월 19일 ~ )은 대한민국의 배우이다.

## 출연작

### 영화
- 《어느 날 그녀가 우주에서》 (2023년) - 남자 외계인 역
- 《보이스》 (2021년) - 민 실장 역
- 《작은 방안의 소녀》 (2021년) - 희주 부 역
- 《구원》 (2021년) - 영동파 부두목 역
- 《개 같은 것들》 (2020년) - 정육점 사장 역
- 《인랑》 (2018년) - 전경 중대장 역
- 《밀정》 (2016년) - 서대문형무소 독립인사 역
- 《보고싶다》 (2016년) - 팀장 역
- 《거짓말》 (2015년) - 외제차매장 직원 역
- 《산다》 (2015년) - 승일 역
- 《인형》 (2014년) - 아빠 역
- 《대리기사》 (2012년)
- 《차형사》 (2012년) - 이강수 역
- 《잡담》 (2011년)
- 《사랑의 확신》 (2011년) - 형사 1 역
- 《살인의 강》 (2010년) - 교도관 1 역
- 《똥파리》 (2009년) - 구타남 역
- 《기차역에서》 (2008년)
- 《상어》 (2007년) - 유수 역
- 《가을로》 (2006년) - 검찰청 기자 2 역
- 《연애, 그 참을 수 없는 가벼움》 (2006년) - 반장 2 역
- 《바라만 본다》 (2005년) - 석호 역
- 《화기애애》 (2005년)
- 《나두야 간다》 (2004년) - 순경 1 역
- 《조폭 마누라 2 - 돌아온 전설》 (2003년) - 청원경찰 역
- 《굳세어라 금순아》 (2002년) - 신입사원 역
- 《2009 로스트 메모리즈》 (2002년) - 이토회관 센진 4 역
- 《흑수선》 (2001년) - 청년단원 역

### 드라마
- 《세상에서 제일 예쁜 내 딸》 (KBS2, 2019년) : 전인호 역 - 인숙의 동생
- 《리턴》 (SBS, 2018년) : 주찬영 기자 역
- 《거상 김만덕》 (KBS1, 2010년)
- 《추노》 (KBS2, 2010년)
- 《솔약국집 아들들》 (KBS1, 2009년) : 사진기사 역
- 《정조암살미스터리: 8일》 (채널CGV, 2007년) : 정한기 역
- 《한성별곡》 (KBS2, 2007년)
- 《시리즈 다세포 소녀》 (Super Action, 2006년)

### 연극
- 《체홉, 여자를 읽다》
- 《바보를 찾는 7인의 등장인물》 - 파로니 역
- 《망원동 브라더스》 - 싸부 역
- 《술래잡기》 - 강대수 역
- 《배신》 - 제리 역
- 《웰컴 투 오아시스》 - 호영 역
- 《킬러가 왔다》
- 《그녀가 돌아왔다》
- 《콧수염 살인사건》
- 《라이방》

## 수상
- 2017년 쇼트쇼츠 국제단편영화제 아시아 경쟁부문 남우주연상